# Fowlea piscator
Fowlea piscator är en ormart som beskrevs av Schneider 1799. Fowlea piscator ingår i släktet Fowlea och familjen snokar. Inga underarter finns listade i Catalogue of Life.
Arten förekommer i Asien från Afghanistan och södra Kina till Vietnam och södra Malackahalvön. Honor lägger ägg.

## Bildgalleri

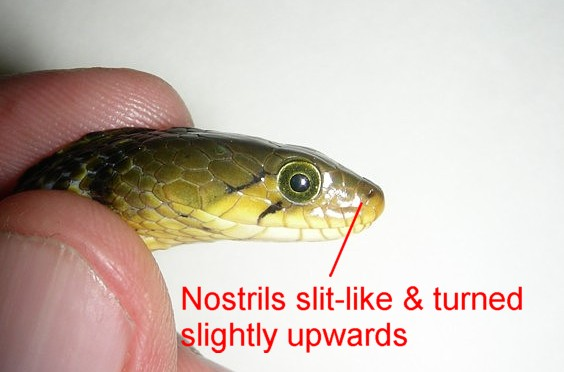
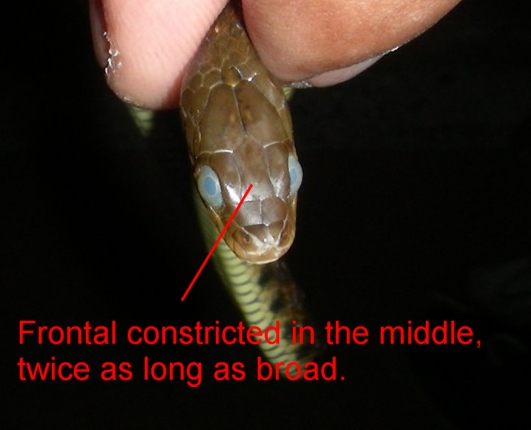
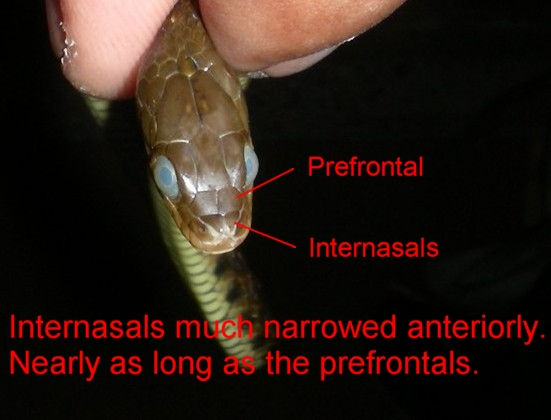
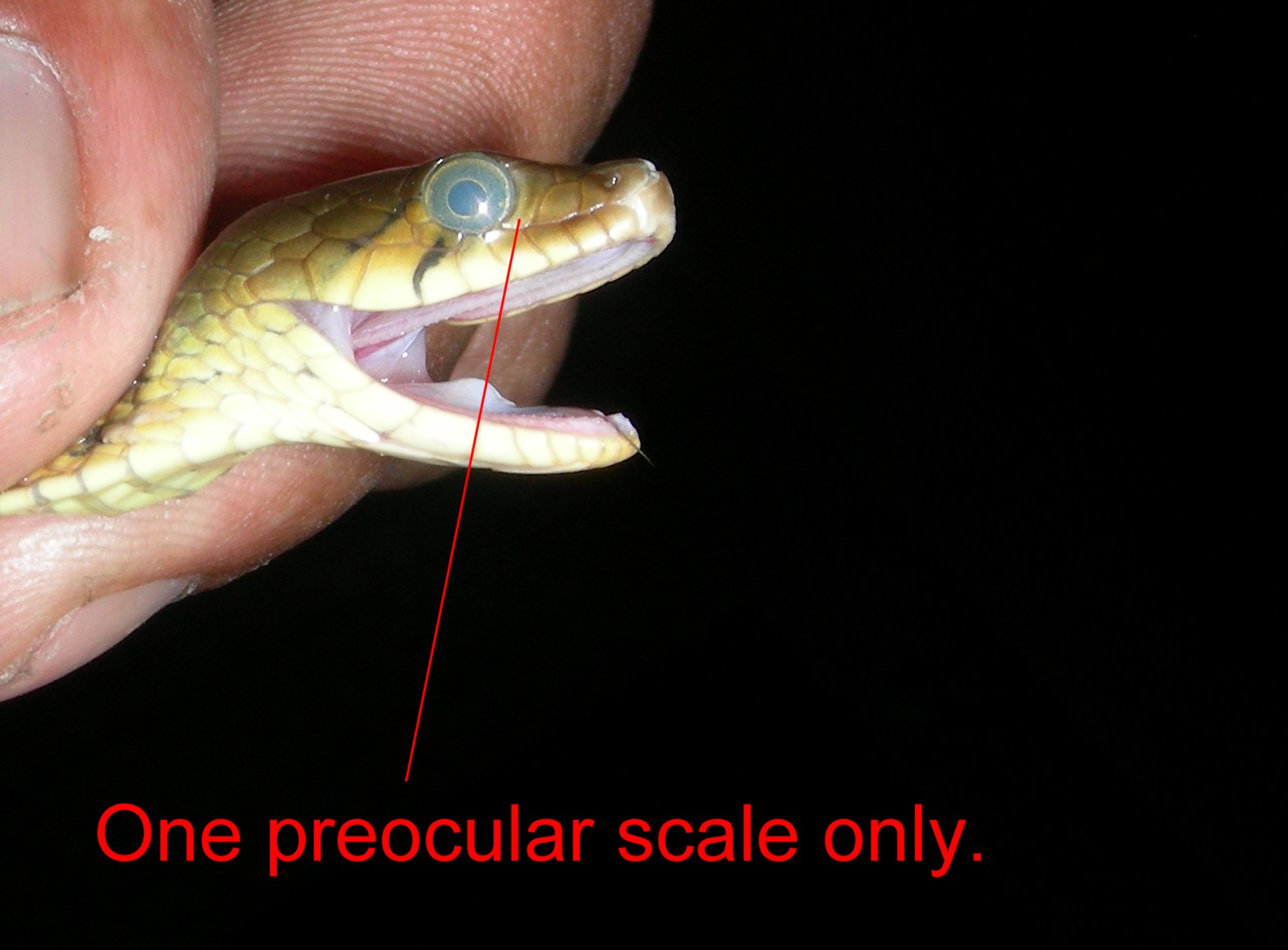
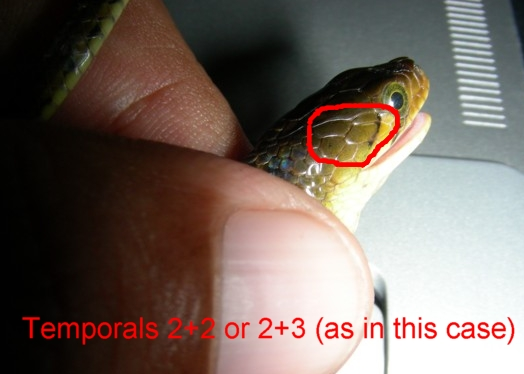
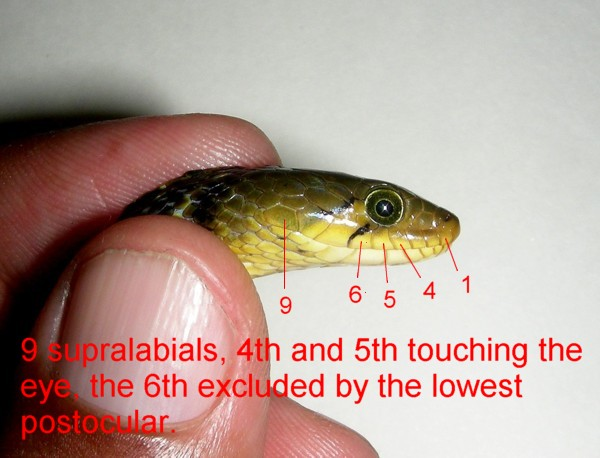